# Vorausgefüllte Steuererklärung
Die vorausgefüllte Steuererklärung (VaSt) ist ein kostenloser Service der deutschen Steuerverwaltung mit dem Ziel, den Bürgern die Erstellung der Einkommensteuererklärung zu erleichtern. Die auch als Abruf von Bescheinigungen (zuvor: Belegabruf) bezeichnete vorausgefüllte Steuererklärung wird seit Januar 2014 angeboten.

## Hintergrund
Ausgangspunkt für die Einführung der vorausgefüllten Steuererklärung ist das Bestreben der Steuerverwaltung, das Besteuerungsverfahren zu modernisieren. Die Verbesserung der Qualität des Steuervollzugs und der Abbau von Bürokratie für Bürger, Unternehmen, steuerberatende Berufe sowie die Steuerverwaltung stehen dabei im Vordergrund.
Um diese Ziele erreichen zu können, werden allen Bürgern auf Wunsch die bei der Steuerverwaltung bereits elektronisch vorhandenen Belegdaten mit einem neuen Service – der vorausgefüllten Steuererklärung – zur Verfügung gestellt.

## Bereitgestellte Daten und deren Nutzung
Folgende bei der Steuerverwaltung gespeicherten Daten und Bescheinigungen werden durch die vorausgefüllte Steuererklärung bereitgestellt:
1. bei der Finanzverwaltung gespeicherte Stammdaten
2. vom Arbeitgeber übermittelte Lohnsteuerbescheinigungen,
3. Lohnersatzleistungen,
4. Mitteilungen über den Bezug von Rentenleistungen,
5. Beiträge zu Kranken- und Pflegeversicherungen,
6. Vorsorgeaufwendungen (z. B. Riester- oder Rürup-Verträge),
7. Zuschüsse und Erstattungen von Behörden / öffentlichen Stellen
8. Beiträge für Vermögenswirksame Leistungen (VWL / VL)
9. Kapitalerträge mit Freistellungsauftrag.

Für die Bereitstellung weiterer Belege und Daten zum Abruf wurden die rechtlichen Grundlagen im Juli 2016 mit dem Gesetz zur Modernisierung des Besteuerungsverfahrens erweitert. Mit dem Belegabruf können die genannten Daten angezeigt und auch automatisch in die entsprechenden Felder der Einkommensteuererklärung übernommen werden. Auch wenn die Belege abgerufen und ggfs. die Felder in der Einkommensteuer(Abkürzung: ESt)-Erklärung vorausgefüllt wurden, können die Daten anschließend immer noch geändert oder gelöscht werden. Sollten die angezeigten Belege fehlerhaft oder unvollständig sein, müssen sie selbstständig korrigiert werden, indem man sich direkt an die jeweiligen Datenübermittler, wie z. B. den Arbeitgeber oder die Krankenversicherung, wendet. Eine Korrektur durch das Finanzamt ist nicht möglich.
Die ESt-Erklärung kann im ElsterOnline-Portal oder mit anderen Steuersoftware-Programmen erstellt werden. Das Finanzamt kann nach der ESt-Erklärung nicht feststellen, ob und in welchem Umfang abgerufene Daten verwendet oder geändert wurden.
Eine Verpflichtung, die ESt-Erklärung elektronisch abzugeben, ist mit der Nutzung des Belegabrufs nicht verbunden.

## Verfügbarkeit der Daten/Belege
Die vorausgefüllte Steuererklärung ist seit Januar 2014 verfügbar. Es können jederzeit die Belege abgerufen werden, die der Finanzverwaltung durch die Datenübermittler (Arbeitgeber, Versicherungen etc.) zur Verfügung gestellt wurden. Die gesetzliche Frist zur Abgabe durch die Datenübermittler ist der 28. Februar des jeweiligen Folgejahres.
Es können die Daten zu den Jahren ab 2012 abgerufen werden. Die Belege werden dann vier Jahre zum Datenabruf angeboten und nach Zeitablauf wieder gelöscht.
Der Abruf der Daten ist rund um die Uhr, sieben Tage die Woche und auch nach Abgabe der jeweiligen Einkommensteuererklärung wiederholt möglich.

## Voraussetzung für die Nutzung
Die Daten aus den o. g. Belegen werden nicht automatisch für alle Steuerbürger gesammelt. Um den Service nutzen zu können, ist die Anmeldung zum Belegabruf erforderlich. Voraussetzung zum Abruf ist eine gültige Registrierung mit der steuerlichen Identifikationsnummer (Steuer-IdNr.) in „Mein Elster“ (zuvor als ElsterOnline-Portal bezeichnet) sowie anschließend die (gesonderte) Anmeldung zum Belegabruf. Die Daten stehen dann frühestens einen Tag nach der Anmeldung zur Verfügung.

## Belegabruf für/von Dritte(n)
Es gibt die Möglichkeit, stellvertretend auch Daten für/von anderen Personen abzurufen oder Personen, wie z. B. den Ehepartner oder den Steuerberater, zum Belegabruf zu autorisieren. Hierfür muss im privaten Bereich des ElsterOnline-Portals oder mit der Steuersoftware ein entsprechender Antrag gestellt werden, der anschließend vom Dateninhaber genehmigt werden kann.

### Abrufcode
Bei Verwendung der ElsterOnline-Registrierung mit Softwarezertifikat benötigt man zur Teilnahme an der vorausgefüllten Steuererklärung einen sogenannten Abrufcode. Dieser dient neben der PIN als zusätzliches Sicherheitsmerkmal. Sobald man sich zur Teilnahme zum Belegabruf anmeldet, schickt die Finanzverwaltung automatisch einen Abrufcode per Post zu (Ausnahme: es existiert bereits ein gültiger Abrufcode).

### Freischaltcode
Der Freischaltcode ist ein 12-stelliger, einmal zu verwendender Schlüssel zur Freischaltung eines Berechtigungsantrags. Man benötigt den Freischaltcode, um einer anderen Person (z. B. dem Ehepartner oder Lohnsteuerhilfeverein) die Berechtigung zu erteilen, fremde Belege abrufen zu können. Dafür muss z. B. der Ehepartner einen Antrag für die IdNr seiner Partnerin/seines Partners stellen. Daraufhin wird dieser/diesem von der Finanzverwaltung ein Brief mit Freischaltcode zugesendet, den sie/er anschließend an den Antragsteller weitergeben kann.

### Ansehen der Belege
Belege können im ElsterOnline-Portal abgerufen und angesehen werden, ohne dass sie in der Steuererklärung genutzt werden müssen.

## Sicherheit
Die Wahrung des Steuergeheimnisses hat bei der vorausgefüllten Steuererklärung oberste Priorität. Um dieses zu schützen, werden die Steuerdaten verschlüsselt an die Steuerverwaltung übermittelt.

## Kritik
Es wird kritisiert, dass der Name irreführend sei, da nur ein geringer Teil der Steuererklärung ausgefüllt ist und die absetzbaren Aufwendungen weiterhin selbst eingetragen werden müssen. Die übermittelten Daten müssen auf Korrektheit überprüft werden, da die Abgabe einer korrekten Steuererklärung weiterhin in der Verantwortung des Anwenders liegt. Dem geringen Nutzen steht ein hoher Aufwand bei der Anmeldung zur ersten Nutzung entgegen.

## Einzelbelege
1. ↑  Vorausgefüllte Steuererklärung (Privatpersonen). Abgerufen am 3. März 2025.
2. ↑  DIP 21 Extrakt. Gesetz zur Modernisierung des Besteuerungsverfahrens. In: Dokumentations- und Informationssystem für Parlamentsmaterialien. Deutscher Bundestag, abgerufen am 28. Juli 2016.; verkündet am 18. Juli 2016.
3. ↑  Berrit Gräber: Von wegen einfacher! In: sueddeutsche.de. 29. April 2014, abgerufen am 27. Dezember 2014.